# Бојрен (Ниртинген)
Бојрен (њем. Beuren) општина је у њемачкој савезној држави Баден-Виртемберг. Једно је од 44 општинска средишта округа Еслинген. Према процјени из 2010. у општини је живјело 3.367 становника. Посједује регионалну шифру (AGS) 8116011.

## Географски и демографски подаци
Бојрен се налази у савезној држави Баден-Виртемберг у округу Еслинген. Општина се налази на надморској висини од 435 метара. Површина општине износи 11,7 km².

## Становништво
У самом мјесту је, према процјени из 2010. године, живјело 3.367 становника. Просјечна густина становништва износи 288 становника/km².